# Liguanea pediodromia
Liguanea pediodromia är en bönsyrseart som beskrevs av Rehn och Morgan Hebard 1938. Liguanea pediodromia ingår i släktet Liguanea och familjen Thespidae. Inga underarter finns listade i Catalogue of Life.